# 馬郁
马郁，唐朝末年至五代十国晉国官员，原籍范阳。
马郁年轻时聪明有俊才，口若悬河，下笔成文。乾宁末年，为幽州府刀笔小吏。李匡威被王镕所杀，王镕写信报其弟李匡俦。李匡俦遣使王镕，问谋乱本末，幕客起草，多不合意。马郁担任记室，起草条列事状，提出可疑之处十点，词句优美，以此知名。出使镇州拜见王镕，官妓转转，美丽善歌舞，宴席时，马郁多次挑逗。幕客张泽以文章知名，许诺他席间成赋，就以转转奉送。马郁即时成赋，拥转转而去。刘仁恭入燕，用马郁为掌书记。唐天祐元年，朱温攻打沧州，刘仁恭求援於李克用。李克用徵其兵同攻潞州，刘仁恭遣马郁与监军张居翰率师数万赴会。泽潞平定后，刘仁恭为其子刘守光所囚。刘守文又失沧州，留马郁不遣。马郁在李克用藩幕，署为副留守，官至检校司空、秘书监。李克用与李存勖父子对他都礼遇，赏赐优异。监军张承业，作为元老，以权贵秉事，官员都低头迎候。马郁以滑稽手段戏弄，到张宅就像回家一样，有时直入卧室。每每宾僚宴集，张承业陈列珍果，他一定吃干净。张承业管理膳食的人说：“他日马监前来，只把干莲子放到他面前。”马郁来，看到莲子不能吃；改日，靴中拿出一铁棒，砸碎再吃了。张承业大笑：“为马公安排珍贵食物，别把我的桌子砸坏。”马郁在李存勖藩幕，年老思乡，对李存勖说自己家在范阳，请求回乡，死后葬在旧山。李存勖对他说：“自马卿离开幽州来到太原，同僚谁还在？劉守光尚不能相容其父，能容得下你吗。孤可以让卿走，但卿生死难料啊。”马郁没有归路，内心忧伤，在太原去世。